# ヘタレ女神
『ヘタレ女神』（ヘタレヴィーナス）は、宇佐美真紀による日本の漫画作品。
『Betsucomi』（小学館）2005年11月号特別ふろくに掲載された。

## あらすじ
名前と長身のせいで“ゴッド姉ちゃん”と呼ばれてきた亜津子。
本当は涙もろくて、幼なじみの三木のことが好きな亜津子だが、三木より背が高いことなどを悩んでいて……。

## 登場人物
轟 亜津子（とどろき あつこ）
高校1年生。175cm。ゴッド姉ちゃんと呼ばれてきたイメージを覆すことができない。本当は涙もろく、怖いものも苦手な性格。
三木（みき）
亜津子の幼なじみ。本当の亜津子を唯一知っている。

## 単行本収録作品
1 day、1 kiss
『Betsucomi』2004年12月号 掲載
有名俳優を両親に持つ恒に告白し、付き合うことになった果歩。しかし、ただのカモフラージュに使われているだけだと知り、向こうから断らせようと「1日1回キスして」と要求する。だが、彼はあっさりキスしてきて……。
月にとどく塔
『Betsucomi』2004年8月号 掲載
デザインの勉強をしたくて、何とか家族を説得して大阪から上京してきた菜摘。しかし、入居予定だったマンションの治安が悪くて、兄の友人・本条の家に居候することになる。
闇へ運ぶエレベーター
『Betsucomi』2004年9月号別冊ふろく 掲載
喧嘩した彼氏と仲直りさせようと、親友が肝試しを計画してくれる。作者には珍しいホラー作品。